# Vulsor sextus
Vulsor sextus is een spinnensoort uit de familie Viridasiidae. De wetenschappelijke naam van de soort werd voor het eerst geldig gepubliceerd in 1907 door Embrik Strand.